# Alfred Nervø
Alfred Christian Nervø (født Nielsen den 10. oktober 1879 i København, død 11. august 1921 s.st.) var en dansk flypioner, journalist, motorentusiast og forfatter. Han var den første, der fløj over København.

## Opvækst og familie
Alfred Nervø blev som den 10. oktober 1879 i København som søn af restauratør Anders Carl Nielsen (1840-1911) og Johanne Marie Nielsen (1843-1915). Han tog navneforandring i 1903, hvor han udskiftede Nielsen med Nervø. Han blev gift den 11. august 1911 i Frihavnskirken med Jenny Sofie Fiemine Ruff (født 6.4.1881).

## Journalist
Han tog præliminæreksamen og blev herefter ansat på kontor, men interesserede sig for journalistik og fik kort efter ansættelse på tidsskriftet Verdens-Spejlet, hvor han arbejdede i en kort periode, inden han i 1905 fik ansættelse på Politiken, hvor han arbejdede som journalist med særlig fokus på sport indtil sin død. Som journalist var han korrespondent for Politiken under Oktoberrevolutionen i Portugal i 1910.

## Flypioner og motorentusiast
Nervø overværende Jacob Ellehammers første flyveeksperimenter i 1905, hvilket gjorde ham interesseret i flyvning.
Sammen med grosserer Gustav M Salomonsen og Robert Svendsen besøgte han den 22.-29. august 1909 den internationale flyverudstilling i Reims i Frankrig. Salomonsen ønskede at købe en flyvemaskine, en Blériot XI, men da de ikke fik en venlig modtagelse af den franske flybygger Louis Blériot, rettede de i stedet interessen mod brødrene Voisin. Salomonsen købte et Voisin-biplan, der fik navnet Dania, ligesom Svendsen og Nervø fik uddannelse som piloter på Voisin-flyverskolen i Mourmelon-le-Petit. I slutningen af september var flyvemaskinen færdigbygget. I oktober deltog Nervø i flyverugen i Frankfurt, hvor han vandt 3.000 mark i konkurrencen om langsomste flyvning.
I maj 1910 blev leveret et nyt Voisin-biplan til Nervø, der fik navnet Wampa. Han trænede herefter på Kløvermarken på Amager for at opnå et dansk flyvecertifikat. Efter aflagt prøve blev han tildelt dansk flycertifikat nr. 3 (det første var udstedt til Svendsen). Hans mest berømte flyvning fandt sted den 3. juni 1910, da han gennemførte en flyvning fra Langelinie ind over København, hvor han fløj rundt om rådhustårnet i 200 meters højde. Det var første gang, der var fløjet en flyvemaskine over København, og for bedriften modtog han en pris på 500 kroner udlovet af Nordisk Filmskompagni.
Efter flyvningen over København koncentrerede Nervø sig om et nyt mål: Den første flyvning over Øresund. Politiken havde udlovet en pokal til den, der første gang krydsede sundet. Den svenske flypioner Carl Cederström kom til København for at deltage i konkurrencen, hvor også Robert Svendsen deltog. Det lykkedes Svendsen at vinde konkurrencen, da han den 17. juli 1910 med Dania blev den første der fløj over Øresund.
Efter det fejlslagne forsøg på at blive den første flyver over Øresund opgav Vernø tilsyneladende flyningen, men fortsatte sin interesse for motorsport. Han havde allerede i 1906 sat rekord for hurtigste kørsel med automobil mellem Frederikshavn og København, da han tilbagelagde strækningen på kun 38 timer. Han arrangerede Politikens store motorløb København-Skagen retur i 1913, 1914 og 1915 og efter afslutningen af første verdenskrig billøbene på Fanøs strande.
Han arrangerede desuden flere sportsarrangementer indenfor svømning, vandcykelløb og boksning, ligesom han skrev filmmanuskripter.

## Udgivelser
Alfred Nervø udgav i 1915 Krigen i Luften om rivaliseringen som flypioner og gav et betydeligt bidrag til dansk motorsports historie i Ti Aar bag Rattet, der udkom i to bind i 1917 og 1918.